# Arne Johansson (fotbollsspelare)
Arne Valter Johansson, född 16 juni 1907 i Helsingborg, död 22 januari 1967 i Raus församling, var en svensk fotbollsspelare.
Johansson var vänsterback i Helsingborgs IF, och representerade svenska landslaget i 13 matcher mellan 1929 och 1933.